# Cheuge
Cheuge ist eine französische Gemeinde mit 119 Einwohnern (Stand 1. Januar 2022) im Département Côte-d’Or in der Region Bourgogne-Franche-Comté. Sie gehört zum Arrondissement Dijon und zum Kanton Saint-Apollinaire.

## Geographie
Der Fluss Bèze fließt im westlich der Gemeinde. Umgeben wird Cheuge von den Gemeinden Chalindrey im Norden, von Bèze im Nordwesten, von Pouilley-les-Vignes im Osten, von Pontailler-sur-Saône im Süden und von Dijon und Mirebeau-sur-Bèze im Westen.

## Siehe auch

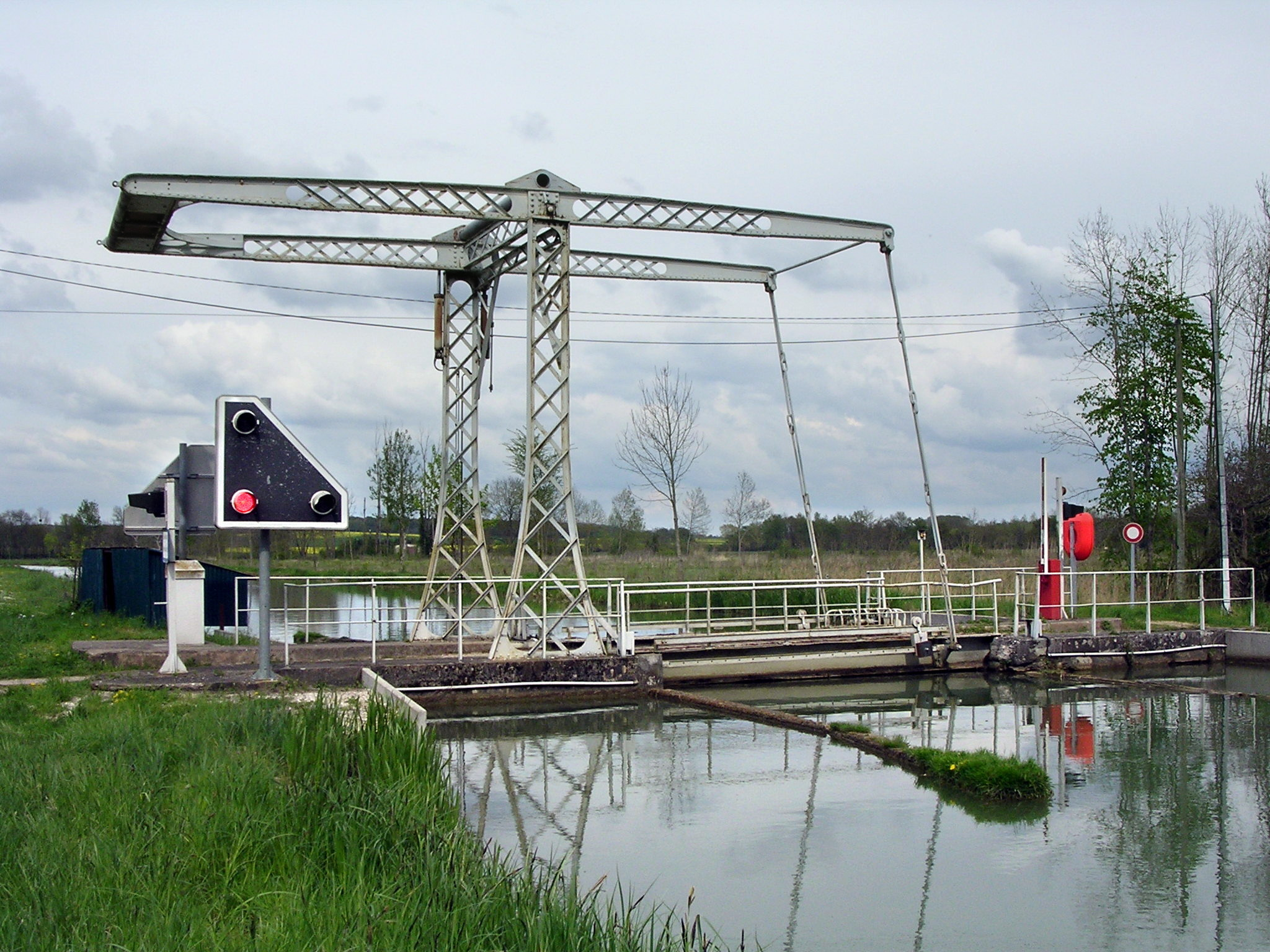
Zugbrücke über den Marne-Saône-Kanal in Cheuge

## Bevölkerungsentwicklung
| Jahr                       | 1962 | 1968 | 1975 | 1982 | 1990 | 1999 | 2008 | 2012 | 2019 |
| Einwohner                  | 41   | 59   | 73   | 113  | 127  | 115  | 105  | 118  | 123  |
| Quellen: Cassini und INSEE |      |      |      |      |      |      |      |      |      |